# Gerlaser Forst
Gerlaser Forst är ett kommunfritt område i Landkreis Hof i Regierungsbezirk Oberfranken i förbundslandet Bayern i Tyskland.